# Liviu Librescu
Liviu Librescu (Ploiești, 1930. augusztus 18. – Blacksburg, Virginia, 2007. április 16.) a Virginiai Műszaki Egyetem professzora.
Romániában született, tizenéves korában előbb egy transznisztriai koncentrációs táborba deportálták, majd a foksányi gettóban élte túl a Holokausztot. Az 1950-es években a Bukaresti Egyetemen tanult, majd különböző tudományos intézetekben dolgozott a román fővárosban.
1978-ban Izraelben telepedett le, és 1979-től 1986-ig a Tel-Aviv-i Egyetemen tanított. Ezután az Amerikai Egyesült Államokba költözött, ahol 1985 óta a Virginiai Műszaki Egyetemen tartott órákat.
Librescu a virginiai mészárlás 33 halálos áldozatának egyike volt. 2007. április 16-án, amikor Cso Szjunghuj dél-koreai származású diák vérfürdőt rendezett az egyetem Norris Hall nevű épületében, Librescu az ajtónak támaszkodva tartotta vissza az ámokfutót attól, hogy a tanterembe, ahol órát tartott, bejusson – így a tanítványai el tudtak menekülni –, őt azonban Cso az ajtón keresztül lelőtte.